# 하남경영고등학교
하남경영고등학교(河南經營高等學校)는 대한민국 경기도 하남시 창우동에 위치해 있는 공립 고등학교이다.

## 학교 연혁
- 1994년 11월 11일 : 하남정보산업고등학교 설치 공포, 인가 학급수 학년당 10학급 (상업과 3, 정보처리과 3, 사무자동화과 2, 상업디자인과 2, 총 30학급)
- 1995년 3월 1일 : 초대 박병윤 교장 취임
- 1995년 3월 4일 : 개교, 95학년도 신입생 입학식 (9학급 425명)
- 1998년 2월 12일 : 제 1회 졸업식 (9학급 372명)
- 1998년 3월 1일 : 제 2대 하윤혁 교장 취임
- 1999년 2월 12일 : 제 2회 졸업식 (10학급 462명)
- 2000년 3월 1일 : 제 3대 배진환 교장 취임
- 2000년 3월 2일 : 2000학년도 신입생 입학(10학급 460명)
- 2001년 2월 15일 : 제 4회 졸업식(10학급 439명)
- 2001년 3월 2일 : 2001학년도 신입생 입학(10학급 461명)
- 2002년 3월 1일 : 제 4대 부성찬 교장 취임
- 2004년 4월 2일 : 경기도 실업계 고등학교 제8권역 지역중심학교 지정(다목적강당, 예절관, 전자도서관, 평생학급 1·2실, 도예공방실 준공)
- 2007년 3월 1일 : 제 5대 박명윤 교장 취임
- 2012년 3월 1일 : 제 6대 이기한 교장 취임
- 2012년 6월 21일 : 경기도교육청 지정 특성화고등학교
- 2013년 2월 7일 : 제 16회 졸업식 388명 졸업
- 2013년 3월 22일 : e-biz분야 중소기업청 인력양성 사업 선정
- 2014년 2월 11일 : 제 17회 졸업식 373명 졸업
- 2014년 3월 1일 : 하남경영고등학교로 교명 변경
- 2015년 2월 10일 : 제 18회 졸업식 316명 졸업
- 2015년 9월 1일 : 제 7대 김인애 교장 취임
- 2015년 11월 3일 : 학과개편(금융회계과, 서비스경영과, 디지털콘텐츠과, 광고홍보디자인과)
- 2016년 2월 4일 : 제 19회 졸업식 353명 졸업
- 2016년 3월 3일 : 중소기업청 특성화고 인력양성사업 선정(4년차)
- 2017년 2월 9일 : 제 20회 졸업식 324명 졸업(졸업생 누계 7,944명)
- 2017년 3월 2일 : 2017학년도 신입생 입학(12학급 296명)
- 2017년 5월 1일 : 교육부지정 매력적인 직업계고 사업선정
- 2018년 2월 8일 : 제 21회 졸업식 270명 졸업(졸업생 누계 8,268명)
- 2018년 3월 1일 : 제 8대 구자홍 교장 취임
- 2018년 3월 2일 : 2018학년도 신입생 입학(12학급 263명)
- 2019년 1월 9일 : 제 22회 졸업식 287명 졸업(졸업생 누계 8,538명)
- 2019년 3월 4일 : 2019학년도 신입생 입학(11학급 190명)
- 2020년 1월 8일 : 제 23회 졸업식 259명 졸업(졸업생 누계 8,825명)
- 2020년 1월 8일 : 자율학교 운영[혁신학교(20.03.01 -24.02.29), 특성화고등학교(20.03.01 -25.02.28)]
- 2021년 2월 5일 : 제 24회 졸업식 237명 졸업(졸업생 누계 9,084명)
- 2021년 3월 2일 : 2021학년도 신입생 입학(10학급 201명)
- 2022년 2월 11일 : 제 25회 졸업식 171명 졸업(졸업생 누계 9,321명)
- 2022년 3월 1일 : 제 9대 황선웅 교장 취임
- 2022년 3월 2일 : 2022학년도 신입생 입학(10학급 186명)
- 2023년 2월 10일 : 제 26회 졸업식 194명 졸업(졸업생 누계 9,492명)
- 2023년 3월 2일 : 2023학년도 신입생 입학(9학급 205명)
- 2023년 12월 22일 : 제 27회 졸업식 163명 졸업(졸업생 누계 9,655명)
- 2024년 3월 1일 : 제 10대 최한식 교장 취임
- 2024년 12월 20일 : 제28회 졸업식 146명 졸업(졸업생 누계 9,801명)
- 2025년 3월 4일 : 2025학년도 신입생 입학(7학급 141명)

## 설치 학과
- 서비스디자인과
- 스마트IT과
- 카페플랫폼경영과
- 보건간호과
- 스마트경영과

## 참고 자료
- 하남경영고등학교 - 한국교육학술정보원 학교알리미